# Olejowiec
Olejowiec, olejnik, masłopalma (Elaeis) – rodzaj roślin z rodziny arekowatych. Do rodzaju należą dwa gatunki – olejowiec gwinejski E. guineensis, pochodzący z Afryki Zachodniej, Środkowej i Wschodniej, oraz olejowiec czarnojądrowy E. oleifera z Ameryki Centralnej i północnej części Ameryki Południowej. Oba gatunki są uprawiane (rosnąc obok siebie mogą się krzyżować) i zwłaszcza olejowiec gwinejski jest szeroko rozprzestrzeniony w strefie międzyzwrotnikowej, w wielu obszarach rośnie też tam jako gatunek zdziczały. W naturze rośliny te rosną na obrzeżach wilgotnych lasów, w miejscach zabagnionych na sawannach, czasem także w namorzynach, a na suchszych obszarach występują wzdłuż rzek i strumieni.
Z owoców i nasion obu gatunków pozyskuje się tłuszcz, używany głównie do celów technicznych, ale olej palmowy z nasion olejowca gwinejskiego jest także jadalny i stanowi kluczowy produkt dla przemysłu spożywczego (w 2011 wyprodukowano ponad 50 milionów ton, w 2019 już ponad 74 miliony ton). Uprawy olejowców w końcu 2017 zajmowały 18,7 miliona ha, będąc znaczącym powodem niszczenia lasów równikowych. Z drugiej strony ze względu na 10-krotnie większą wydajność olejowców względem innych gatunków olejodajnych rezygnacja z tego źródła tłuszczów oznaczałaby konieczność przeznaczenia pod uprawy roślin olejodajnych odpowiednio wielokrotnie większych areałów. Olejowiec gwinejski w Afryce wykorzystywany jest także jako roślina lecznicza, z soku pozyskiwanego z nacięć kwiatostanów męskich wyrabia się wino palmowe, liście służą do krycia dachów, owoce zapiekane w popiele uznawane są za przysmak.

## Morfologia
PokrójPalmy o kłodzinach wzniesionych lub podnoszących się, pojedynczych, osiągających do 30 m w przypadku olejowca gwinejskiego (w uprawie zwykle osiąga 10–15 m) i 4 m w przypadku olejowca czarnojądrowego. Kłodziny pokryte są nasadami liści, przy czym z czasem i one odpadają. Nagie odcinki kłodzin pokryte są skośnymi i szerokimi bliznami liściowymi. W przypadku olejowca czarnojądrowego zdarza się, że kłodzina u dołu zamiera, a pęd rośnie wsparty na korzeniach przybyszowych – teoretycznie rośliny te mogą być nieśmiertelne.
LiściePierzastozłożone, długości do 4 m, zebrane na szczycie kłodziny, z ogonkiem liściowym pokrytym kolcami. Pochwa liściowa początkowo rurkowata, potem rozpadająca się na liczne włókna. Oś liścia tęga, prosta lub wygięta. Listki z pojedynczym kilem, równowąskie, długo zaostrzone na wierzchołku.
KwiatyJednopłciowe, ale kwiaty obu płci wyrastają na tych samych roślinach (palmy jednopienne). Kwiatostany krótkie i gęste wyrastają między liśćmi, zwykle kilka z kwiatami jednej płci, następnie kilka z kwiatami drugiej. Szypuła kwiatostanu krótka, eliptyczna na przekroju, rozgałęzienia tylko pierwszego rzędu. Podsadka (spatha) rurkowata lub rozwinięta na płasko, omszona, z dwoma grzbietami, schowana w pochwie liścia wspierającego kwiatostan, zwieńczona na szczycie licznymi, luźnymi włóknami. Kolejne podsadki pod rozgałęzieniami kwiatostanu drobne, wąskotrójkątne, zaostrzone. Oś kwiatostanu podobnej długości lub krótsza od jego szypuły, rozgałęzienia bardzo liczne.
Kwiaty męskie wyrastają pojedynczo, ale bardzo gęsto na kotkowatych rozgałęzieniach kwiatostanu, zagłębione w ich osiach, które zwieńczone są długą, bezkwiatową, nagą i drewniejącą ością. Każdy kwiat wsparty jest krótką, ostrą i wyciągniętą w długą oś przysadką. Same kwiaty są drobne – ledwo wystają z zagłębień w osi kwiatostanu. Trzy listki zewnętrznego okółka okwiatu są prostokątne i błoniaste. Trzy listki wewnętrznego okółka są jajowate, podobnej długości, bardzo cienkie. Pręcików jest 6, wystających z okwiatu podczas kwitnienia. Nitki pręcików są szerokie i mięsiste, bokami zrośnięte w rurkę.
Kwiaty żeńskie znacznie większe od męskich, wsparte dwoma zaostrzonymi lub ościstymi przysadkami, z listkami okwiatu w dwóch okółkach po trzy, dość cienkimi. Prątniczki połączone w pierścień otaczający zalążnię. Ta jajowata do walcowatej, trójkomorowa. Szyjka słupka zwieńczona trzema mięsistymi, odgiętymi ramionami znamienia.
OwoceJednonasienne pestkowce. Jajowate, ale u nasady kanciaste ze względu na stłoczenie, żółte do pomarańczowych, w części odsłoniętej fioletowiejące lub czerniejące. Na szczycie z pozostałościami słupka w formie dzióbka. Egzokarp gładki, mezokarp gruby, mięsisty, oleisty. Endokarp bardzo twardy, czarny, jajowaty, spłaszczony lub kanciasty.

## Systematyka
Rodzaj z rodziny arekowatych (Arecaceae) z rzędu arekowców (Arecales). W obrębie rodziny należy do podrodziny Arecoideae, plemienia Cocoseae i podplemienia Elaeidinae. Jest rodzajem siostrzanym dla rodzaju Barcella, pierwotnie opisanym zresztą jako podrodzaj Elaeis subgenus Barcella Trail, 1877. 
Wykaz gatunków
- Elaeis guineensis Jacq. – olejowiec gwinejski[7][6]
- Elaeis oleifera (Kunth) Cortés – olejowiec czarnojądrowy[7]